# Sandro Hélio Muller
Sandro Hélio Müller (Rio de Janeiro, 27 de junho de 1976), mais conhecido como Alemão, é um ex-futebolista brasileiro que jogava como zagueiro.

## Carreira
Alemão começou sua carreira nos profissionais em 1995, quando Paulo Autuori, então técnico do Botafogo, o puxou para o time de cima, fazendo, assim parte do elenco que foi campeão brasileiro, mas sem atuar. O primeiro jogo no profissional foi em 1996, com o técnico Ricardo Barreto, contra o Vasco em Brasília. Vitória do Botafogo por 2x1. 
No Estadual de 1996, Alemão ficou mais no banco e com a reformulação que foi feita em seguida, recebeu mais oportunidades de jogar. Na excursão da equipe na Europa, alemão fez parte do plantel que ganhou um título na Rússia e outro na Espanha, o Teresa Herrera.
Em 1997, um jogo marcante contra o Flamengo, quando o Botafogo, mesmo com o time todo de reservas e venceu.
Foi emprestado para o Arraial do Cabo, para o Moto Club e para o Brasiliense, onde recebeu o seu passe em troca da dívida que o Botafogo tinha com ele.
Assinou com o Torrense de Portugal, em seguida para o Cachoeiro, do Espírito Santo, onde passou apenas um mês, até acertar com o Volta Redonda, onde participou da vitoriosa campanha da equipe no ano de 2005.
Após 3 anos de muitas conquistas no Voltaço, foi para o Vitória-BA, onde disputou o Campeonato Baiano e a Série C, quando a equipe subiu para a Série B no fim de 2006. Voltou para o Volta Redonda em 2007, onde disputou o Estadual, a Série C e a Copa Rio (campeão). Em 2008, ainda no Volta Redonda, venceu o Vasco por 2x1 em São Januário, quando recebeu da diretoria uma proposta para voltar, o que acabou não acontecendo por causa de uma dívida de 2005, além de exigências do Volta Redonda.
Em 2009, disputou o Carioca pelo Mesquita, mas o Clube não honrou seus compromissos e antes mesmo do fim do Campeonato saiu do clube. Recebeu então propostas do Fortaleza, Paraná e Macaé, mas que não foram aceitas por problemas familiares.
Jogou o Carioca de 2010 pelo Olaria, e após essa competição, pendurou as chuteiras.

### Estatísticas no Voltaço (jogos oficiais)
| Ano   | Jogos     | Gols   |
| ----- | --------- | ------ |
| 2003  | 15 jogos  | 0 gols |
| 2004  | 18 jogos  | 1 gol  |
| 2005  | 15 jogos  | 0 gols |
| 2007  | 33 jogos  | 0 gols |
| 2008  | 24 jogos  | 0 gols |
| Total | 105 jogos | 1 gol  |

## Títulos

### Com o Botafogo
- 1995 - Campeão Campeonato Brasileiro[1]
- 1996 - Campeão Troféu Theresa Herrera[1]
- 1996 - Copa do Imperador (RUS)[1]
- 1996 - Copa Nipon Ham (JAP)[1]
- 1997 - Campeão  Campeonato Carioca[1]
- 1998 - Campeão Torneio Rio - São Paulo[1]

### Com o Volta Redonda
- 2004 - Campeão Campeonato Carioca (2ª divisão)
- 2005 - Campeão Copa Finta Internacional[3]
- 2005 - Campeão Taça Guanabara[3]
- 2005 - Vice-campeão Carioca[3]
- 2007 - Campeão Copa Rio